# گنبد کاووس
شهر گُنبَدِ کاووس یا گنبد قابوس (به‌خلاصه: گنبد) مرکز شهرستان گنبد کاووس و بزرگ‌ترین شهر استان گلستان پس از گرگان است. جمعیت آن بر اساس سرشماری سال ۱۳۹۵، در حدود ۱۵۵۰۰۰ نفر بوده است.
گنبد کاووس شهر به خاطر دارا بودن بلندترین برج آجری دنیا با همین نام که در قرن یازدهم میلادی بنا شده است و همچنین به عنوان اولین شهر با معماری شطرنجی در ایران، معروف است. این شهر در سدهٔ اخیر مرکز ترکمن‌صحرا محسوب شده است. همچنین شهر گنبد کاووس در کنار ارومیه یکی از دو قطب والیبال کشور است.

## تاریخچه
در محل فعلی شهر گنبد کاووس، در دوران کهن، شهری به نام هیرکان و سپس جرجان قرار داشته که به دلیل قرار داشتن در جاده ابریشم از اهمیت بسیاری در بازرگانی برخوردار بوده است. در دوران رضاشاه در کنار خرابه‌های گرگان باستان شهری جدید، با قواعد مدرن شهرسازی بنا شد که گنبد کاووس نام گرفت. در طول دوران متمادی، هنگام حکمرانی سلسله آل زیار این شهر پایتخت ایران بوده است.
از جمله علما و دانشمندان آن می‌توان به فخرالدین اسعد گرگانی، سراینده ویس ورامین و ابن سینا دانشمند، فیلسوف و پزشک ایرانی که مدت‌ها در آنجا ماند، اشاره کرد. همچنین دولت‌مردانی چون امیر کیکاووس زیاری با کتاب معروف قابوس‌نامه که برای فرزندش گیلانشاه نگاشت. شاعر ترکمن مخدوم‌قلی فراغی و سید نظر آخوند یلمه، از دانش آموختگان بخارای شریف و خیوه، نیز از مشاهیر ترکمن گنبد کاووس در دوره متأخر هستند.همچنین، قطب‌الدین راوندی در کتابش آورده شیعیان با پیشوایانشان حسن عسکری در جرجان دیدار کردند.

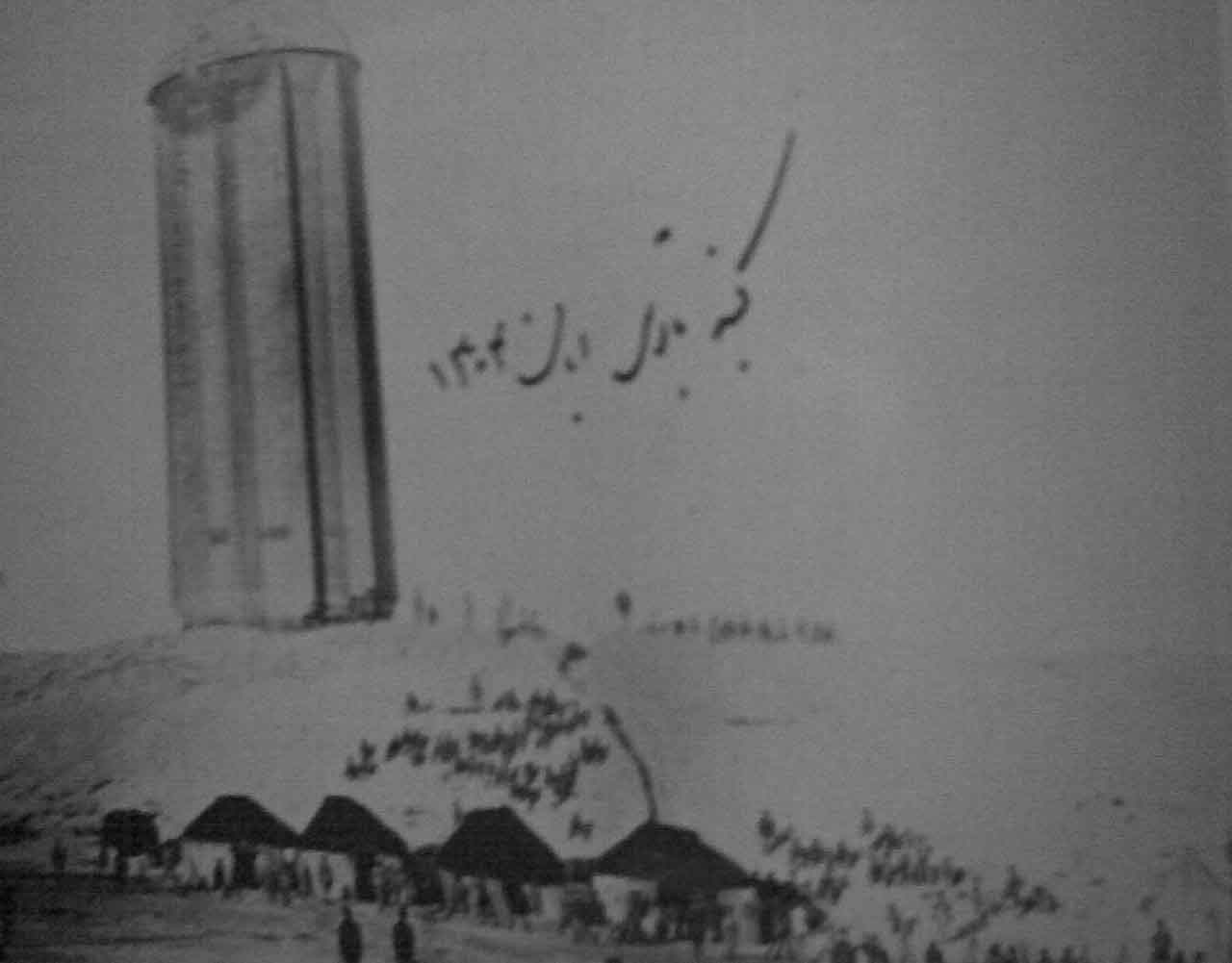
محل تلاقی دو سپاه رضاشاه در گنبد (سال ۱۳۰۴)

شهر گنبد قابوس بعدها پس از جرجان به وجود آمد و جزو ناحیه گرگان قدیم محسوب می‌شد. بعد از دورانی به دلیل زلزله شهر گنبد قابوس که نمادی از تمدن ایرانی و جهانی بود با خاک یکسان شده و در اثر حملات مغول و سپس تیمور، رو به ویرانی نهاد و بعدها کم‌کم قابوس فعلی در نزدیکی شهر قبلی رو به ترقی و توسعه نهاد و بعدها بقایای شهر قبلی در قسمت شرقیِ شهر گنبد قابوس کشف شد.

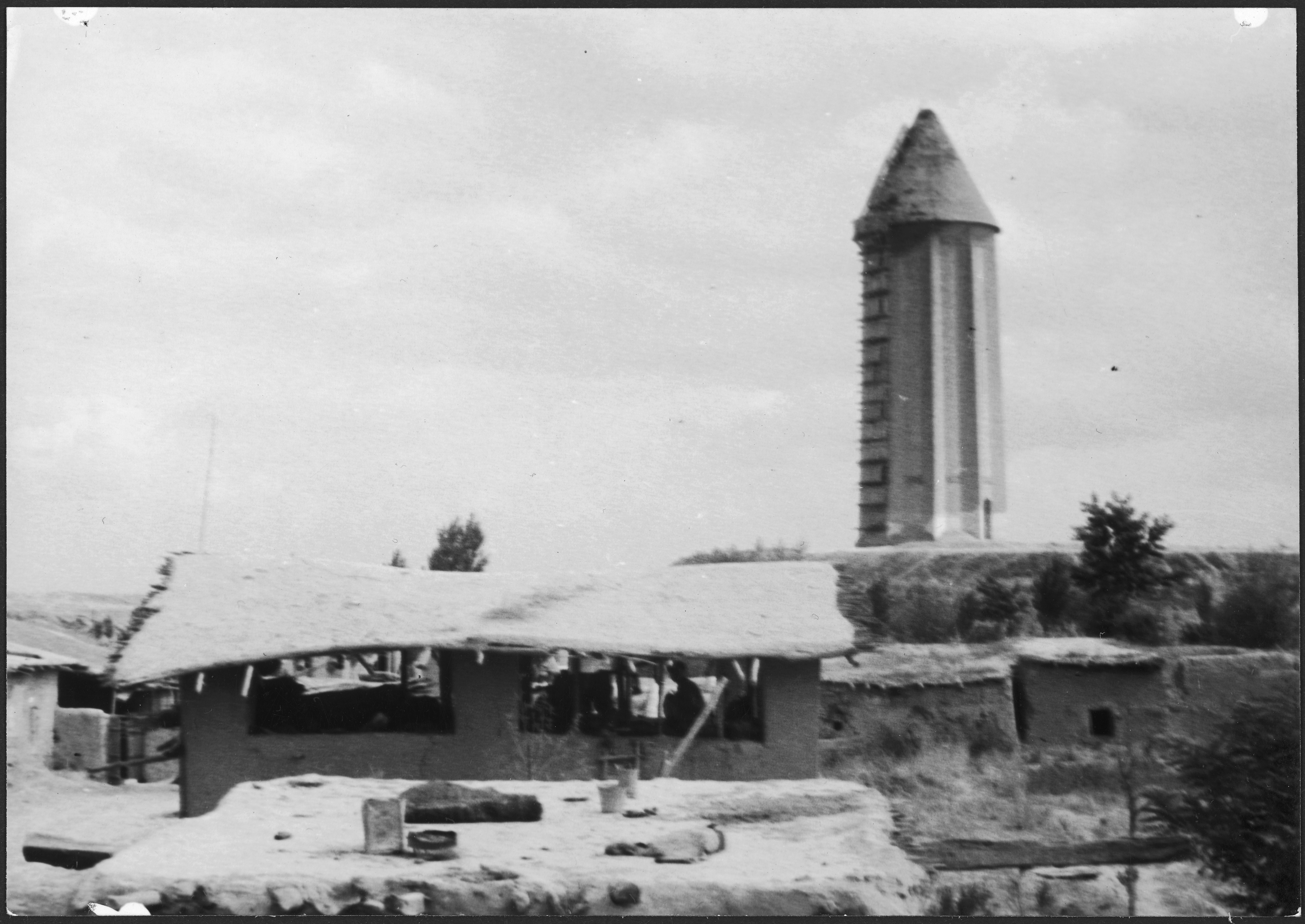
گنبد کاووس (عکس از آنه ماری شوارتسنباخ در ۱۹۳۹ میلای)

شهر کنونی به سال ۱۳۰۵ هجری شمسی، در دوران سلسله پهلوی به دستور رضاشاه بنیان نهاده شد و به سپاس از قابوس بن وشمگیر نام آن را گنبد قابوس (که اکنون به گنبد کاووس تغییر یافته است) نهادند. نقشه اصلی این شهر توسط کارشناسان آلمانی، مطابق با اصول شهرسازی شطرنجی و بدون بن‌بست طراحی و ساخته شد و اولین شهر شطرنجی ایران است اما امروزه بخاطر ساختار بد و طراحی بد شهرسازی (استفاده کردن از سازنده‌های ساختمان به‌جای مهندس شهرسازی)، بافت‌های جدید شهر از حالت شطرنجی درآمده و دارای بن‌بست است.

## اقلیم و آب و هوا
میانگین دما
میانگین سالانه دمای هوا در گنبد کاووس ۲۴٫۰۵ درجه سانتیگراد است. میانگین حداکثر سالانه دمای هوا ۳۵ و میانگین حداقل سالانه آن ۱۸ درجه است. اختلاف حداکثر و حداقل دمای سالانه ۱۷ درجه است. میانگین دما در سردترین ماه یعنی ژوئن ۸٫۱ درجه و در گرمترین ماه یعنی اوت ۴۰٫۰ درجه سانتیگراد است.

## رطوبت نسبی هوا
میانگین سالانه رطوبت نسبی هوا در گنبد کاووس ۶۵ درصد است. مرطوب‌ترین ماه درگنبد کاووس ماه ژانویه با ۷۵ درصد و خشک‌ترین ماه آن ژوئن با۵۴ درصد رطوبت نسبی است.

## مردم‌شناسی
رزم آرا در فرهنگ جغرافیایی ایران می‌نویسد که گنبد قابوس یک سوم جمعیتش ترکمن و باقی آن فارسها و آذربایجانیها هستند.هم‌اکنون اغلب ساکنان شهر گنبد ترکمن هستند. بقیه جمعیت این شهر را بومیان، همچنین مهاجرانی از مناطق دیگر از جمله سیستان و بلوچستان، آذربایجان، شاهرود، سمنان و خراسان تشکیل می‌دهند. حدود ۶۰٪ مردم سنی مذهب (بلوچ و ترکمن) و حدود ۴۰٪ شیعه (فارسی زبانان و ترک‌ها) هستند.
با این وجود دیگر اقوام مانند طبری‌ها (مانند کتولی‌ها، استرآبادی‌ها و مازندرانی‌ها)، فارسی‌زبانان (مانند سمنانی‌ها، سیستانی‌ها و خراسانی‌ها)، آذربایجانی‌ها، بلوچها و قزاق‌ها و کردها نیز در این شهر زندگی می‌کنند.

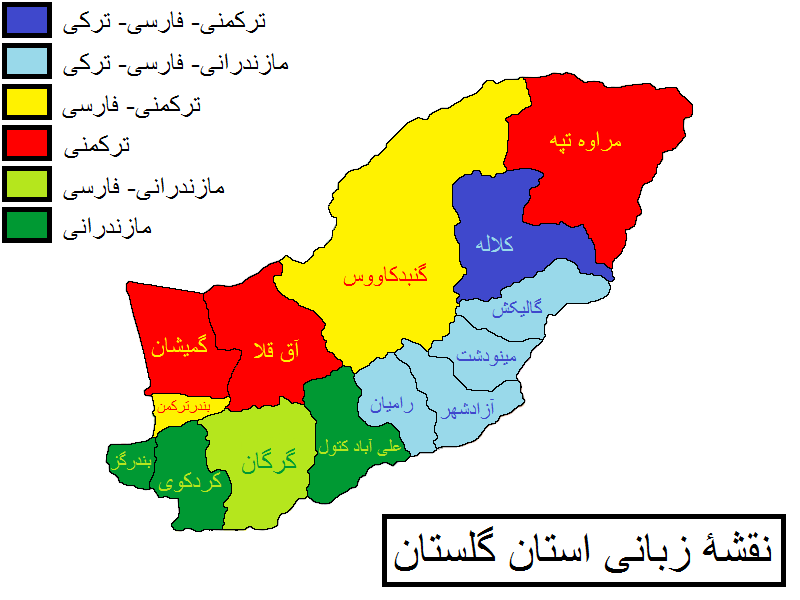
نقشهٔ زبانی استان گلستان

### جمعیت
بر پایه سرشماری عمومی نفوس و مسکن در سال ۱۳۹۵ جمعیت این شهر ۱۵۱٬۹۱۰ نفر (در ۴۴٬۷۳۱ خانوار) بوده است.

## کشاورزی
گنبدکاووس دارای آب و هوایی نسبتاً مساعد و معتدل و خاکی حاصل‌خیز به‌خصوص خاک‌های جلگه‌ای لس است. آب کشاورزی از رودها و چاه‌ها فراهم می‌شود و محصولات کشاورزی عبارتند از: گندم، جو، برنج، بنشن، و مرکبات. این شهرستان همچنین غلات تولیدی را به تهران و شهرهای بزرگ دیگر صادر می‌کند. گنبدکاووس دارای باغ‌های زیتون فراوان است.

## ورزش

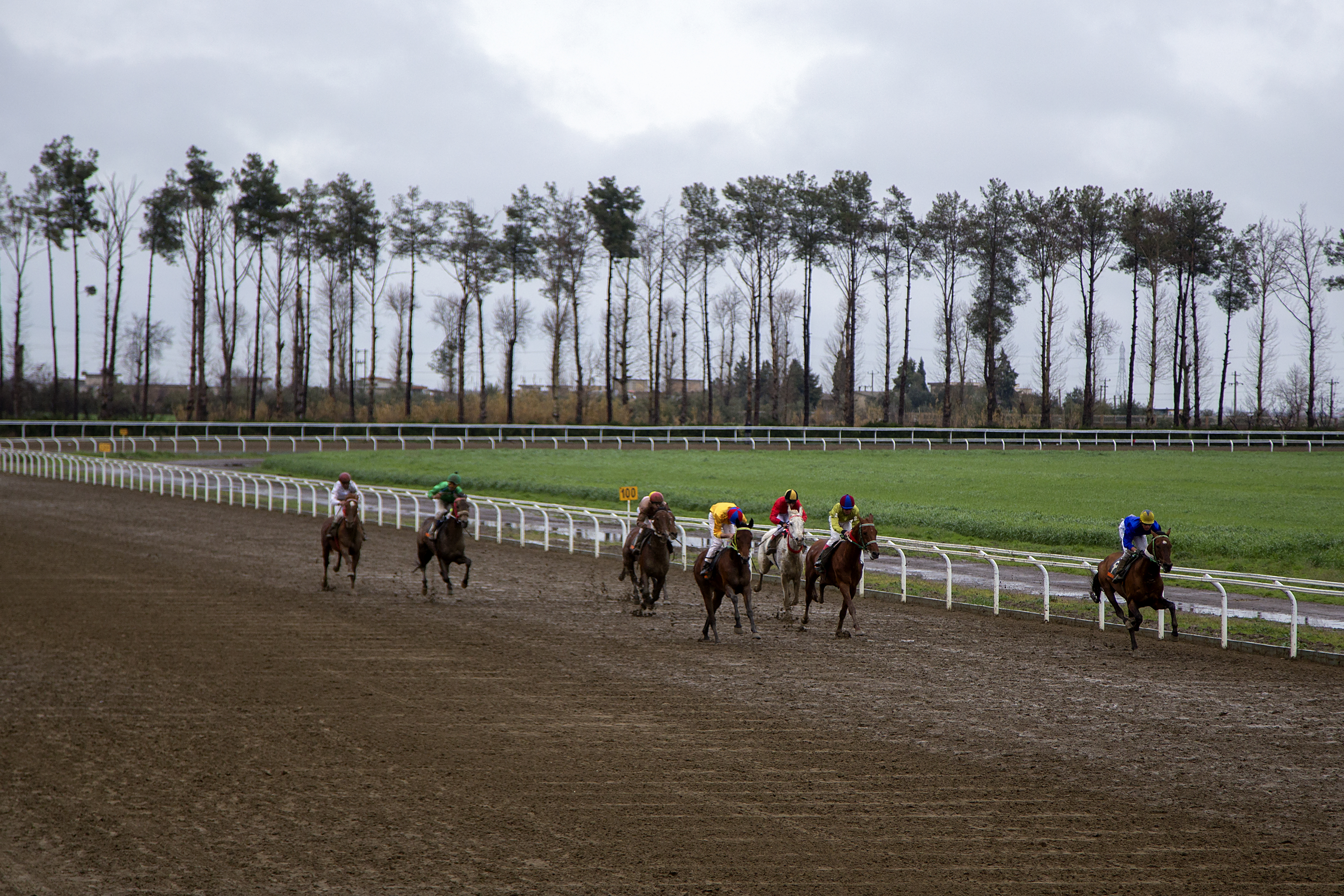
مسابقات اسب دوانی گنبد کاووس

مجتمع سوارکاری گنبد کاووس در زمان احداث، به عنوان زیباترین مجموعه سوارکاری خاورمیانه شناخته می‌شد.
مسابقات سوارکاری کورس بهاره و پاییزه ایران در آن انجام می‌گردد که شرکت‌کننده‌های زیادی از سراسر ایران و کشورهای دیگر به این شهر می‌آیند.
باشگاه والیبال جواهری گنبد از تیم‌های قدیمی والیبال ایران هستند که در این شهر قرار دارند و تعدادی از والیبالیست‌های این شهر به تیم ملی والیبال ایران راه یافته‌اند و بعدها این تیم به نام جواهری گنبد و هاوش گنبد تغییر نام داد و در سال ۱۳۹۱ تیم جواهری گنبد نیز به آن اضافه گردید. بازیکنان این شهر به ویژه در والیبال ساحلی بسیار مطرح هستند.
باشگاه والیبال شهرداری گنبد کاووس از تیم‌های مطرح لیگ برتر والیبال ایران است. که در حال حاضر یکی از تیم‌های لیگ برتر والیبال ایران است. این تیم طرفداران زیادی دارد که که در مسابقات هواداران از این تیم والیبال حمایت می‌کنند.

## مراکز درمانی
- بیمارستان شهدای ۱۲ دی
- بیمارستان شهید مطهری
- بیمارستان پیامبر اعظم
- بیمارسان آیت‌الله طالقانی
- بیمارستان دکتر بسکی گنبد کاوس
- بیمارستان و زایشگاه خصوصی برزویه
- بیمارستان خاتم الانبیاء

## مناطق دیدنی

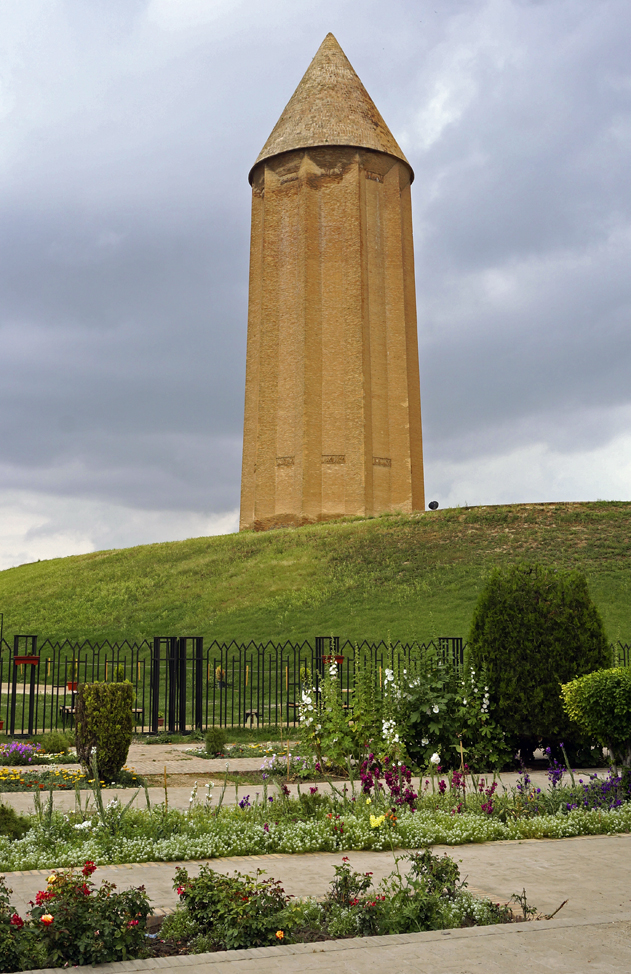
برج گنبد قابوس برج آجری به‌جای‌مانده از دوران زیاریان. نام شهر گنبد کاووس از این برج گرفته شده است.

گنبد کاووس دارای مناطق گردشگری و تاریخی بسیاری از جمله برج گنبد کاووس، امامزاده یحیی بن زید، دریاچه مصنوعی گنبد کاووس، پارک شهرداری، پارک توریستی الغدیر، بازار بزرگ روس‌ها، مجتمع سوارکاری گنبد کاووس، شهر تاریخی جرجان، سد گلستان ۱ و ۲، و سه تالاب آلماگل، آجی‌گل و آلاگل در نزدیکی بازارچه و در جوار گمرک قرار دارد.

## مراکز آموزش عالی
- دانشگاه دولتی گنبد کاووس

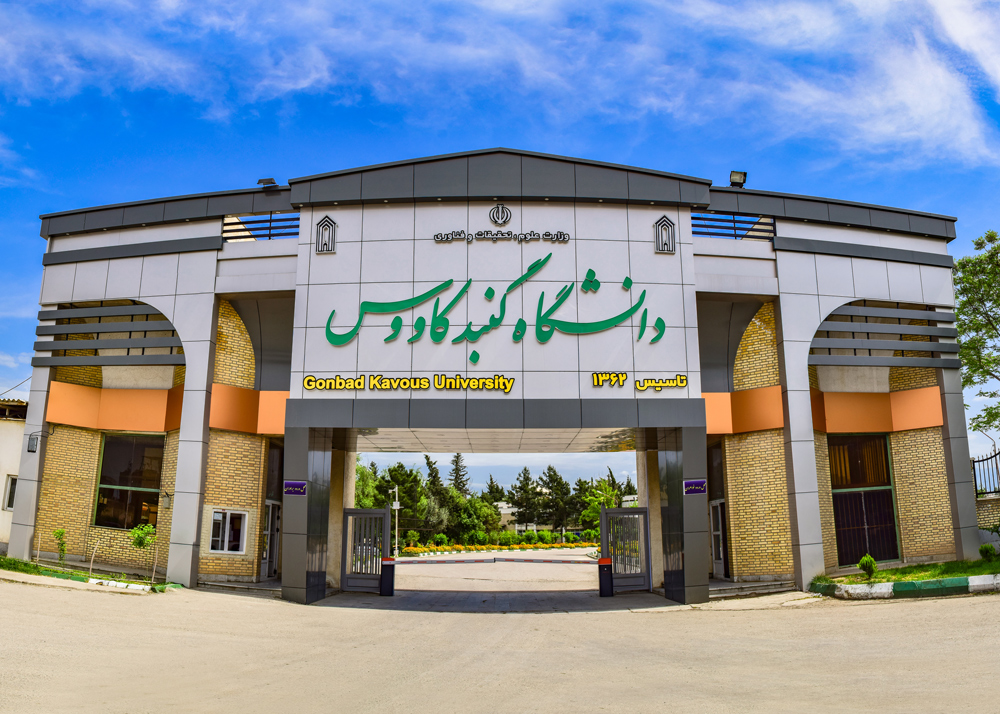
دانشگاه دولتی گنبد کاووس

- دانشگاه فرهنگیان شهید بهشتی گنبد کاووس
- دانشگاه آزاد اسلامی گنبد کاووس
- دانشگاه پیام نور گنبد کاووس
- دانشگاه علمی و کاربردی گنبد کاووس
- مؤسسه آموزش عالی شرق گلستان
- مؤسسه آموزش عالی شمس
- مجتمع آموزش فنی و حرفه ای امیر گنبد کاووس

## ثبت جهانی
برج گنبد کاووس در ۱۹ شهریور ۱۳۹۱ در مراسمی با حضور رئیس‌جمهور وقت، محمود احمدی‌نژاد در فهرست آثار یونسکو قرار گرفت و ثبت جهانی شد و پانزدهمین اثر ثبتی ایران در یونسکو است.

## طرح‌های عمرانی
طرح احداث دانشکده علوم پزشکی گنبد کاووس در جزء پیوست بودجه ۱۴۰۱ قرار گرفت.
طرح احداث موج‌های آبی گلستان پروژه‌ای تفریحی در سال ۱۳۹۱ وارد فازهای اجرایی شد و قرار بود در مدت کمتر از ۳ سال به بهره‌برداری برسد. دی ماه ۱۴۰۰ بر روند پیشرفت این طرح نظارت می‌شود.
طرح شهر بازی مدرن و پوشیده گنبد کاووس در بهمن ۱۴۰۰ شروع شد.
طرح هتل هاوش در سال ۱۳۹۴ مطرح شد.
احداث جاده کنارگذر ضلع شرقی گنبدکاووس به طول تقریبی ۱۵ کیلومتر که از دهه هشتاد در قالب سه مرحله آغاز شد ولی پس از ساخت ۹ کیلومتر در سال ۹۰ متوقف شد؛ در این طرح قرار بود جاده کنارگذر قسمت شرقی گنبدکاووس که از میدان امام علی شروع شده و با گذر از بلوار شهید صیاد شیرازی به میدان بسیج و در ادامه با گذر از بلوار معلم به جاده اسبدوانی ختم شده و در نهایت با عبور از روستای حاجیلرقلعه و دهستان آق آباد به جاده بین‌المللی گنبدکاووس – مرز اینچه برون متصل شود.
دو طرح ملی برای راه‌آهن در گنبد کاووس مطرح شده؛ اولی پروژه ملی راه‌آهن گرگان–گنبدکاووس–بجنورد–مشهد که اجرایی شدن آن از زیرساخت‌های مهم ارتباطی و توسعه برای سه استان بالاخص گلستان و خراسان شمالی خواهد بود و نقش مهمی در بهبود و رونق اقتصادی و اشتغال زایی منطقه، حمل و نقل ایمن و سریع مسافر و بار و نیز ترانزیت کالا خواهد داشت. این پروژه یک خطه ۲۷ ایستگاه و حدود ۵۷۰ کیلومتر طول دارد و ابتدای مسیر آن از خروجی ایستگاه گرگان شروع شده و با عبور از شهرهای سرخنکلاته، فاضل‌آباد، علی‌آباد، خان ببین و دلند، رامیان و آزادشهر، گنبدکاووس، گالیکش، کلاله، پیش کمر، گرماب، تنگه، آشخانه، شیرین دره، دونگال، بجنورد، به یگان، شیروان، فاروج، قوچان و اخلمد به گلبهار مشهد ختم می‌شود. دومین طرح ملی راه‌آهن اینچه برون–گنبد-آزادشهر-شاهرود نقش مؤثری در رشد اقتصادی و توسعه صادرات غیرنفتی گلستان به کشورهای شرق و مرکز آسیا دارد و جزء پیوست بودجه ۱۴۰۱ قرار دارد.
طرح آزادراه مشهد-بجنورد-گرگان که بخشی از آن در استان خراسان رضوی (آزادراه مشهد-چناران) در دست ساخت است، از شهر گنبد کاووس عبور خواهد کرد.